# Maladera impressithorax
Maladera impressithorax är en skalbaggsart som beskrevs av Shuhei Nomura 1973. Maladera impressithorax ingår i släktet Maladera och familjen Melolonthidae. Inga underarter finns listade i Catalogue of Life.